# Желтяков Сергій Анатолійович
Сергі́й Анато́лійович Желтяко́в (нар. 13 травня 1977 — пом. 28 квітня 2022, Солодке, Донецька область) — український прикордонник, підполковник Державної прикордонної служби України, учасник російсько-української війни.

## Життєпис
Народився 13 травня 1977 р. в родині військовика. У 1994 р. закінчив Хмельницьку загальноосвітню школу № 2. З 1994 по 1998 р. навчався у Національній академії Державної прикордонної служби Національна академія Державної прикордонної служби України імені Богдана Хмельницького.

### Обставини загибелі
З першого дня повномасштабного вторгнення стримував наступальні дії ворога у складі зведеної групи від прикордонної комендатури швидкого реагування «Новотроїцьке» 11-го прикордонного загону Державної прикордонної служби України та 54-ї окремої механізованої бригади Збройних Сил України на Донецькому напрямку. 28 квітня 2022 р. близько 14:00 поблизу н.п. Солодке Донецької області внаслідок мінометно-ракетно-артилерійського обстрілу противника зазнав поранень, несумісних з життям.

## Нагороди та відзнаки
- Орден «За мужність» ІІІ ступеня[3]